# Hartha (Oederan)
Hartha ist ein Gemeindeteil der sächsischen Stadt Oederan im Landkreis Mittelsachsen.

## Geografie
Hartha liegt im unteren Osterzgebirge zwischen Freiberg und Frankenberg und nördlich von Oederan. Der im Ort entspringende Kemnitzbach mündet in die Große Striegis. Nachbarorte von Hartha sind Bockendorf im Norden, Wingendorf und Frankenstein im Westen, Memmendorf und Schönerstadt im Süden und Langenstriegis im Westen.

## Geschichte

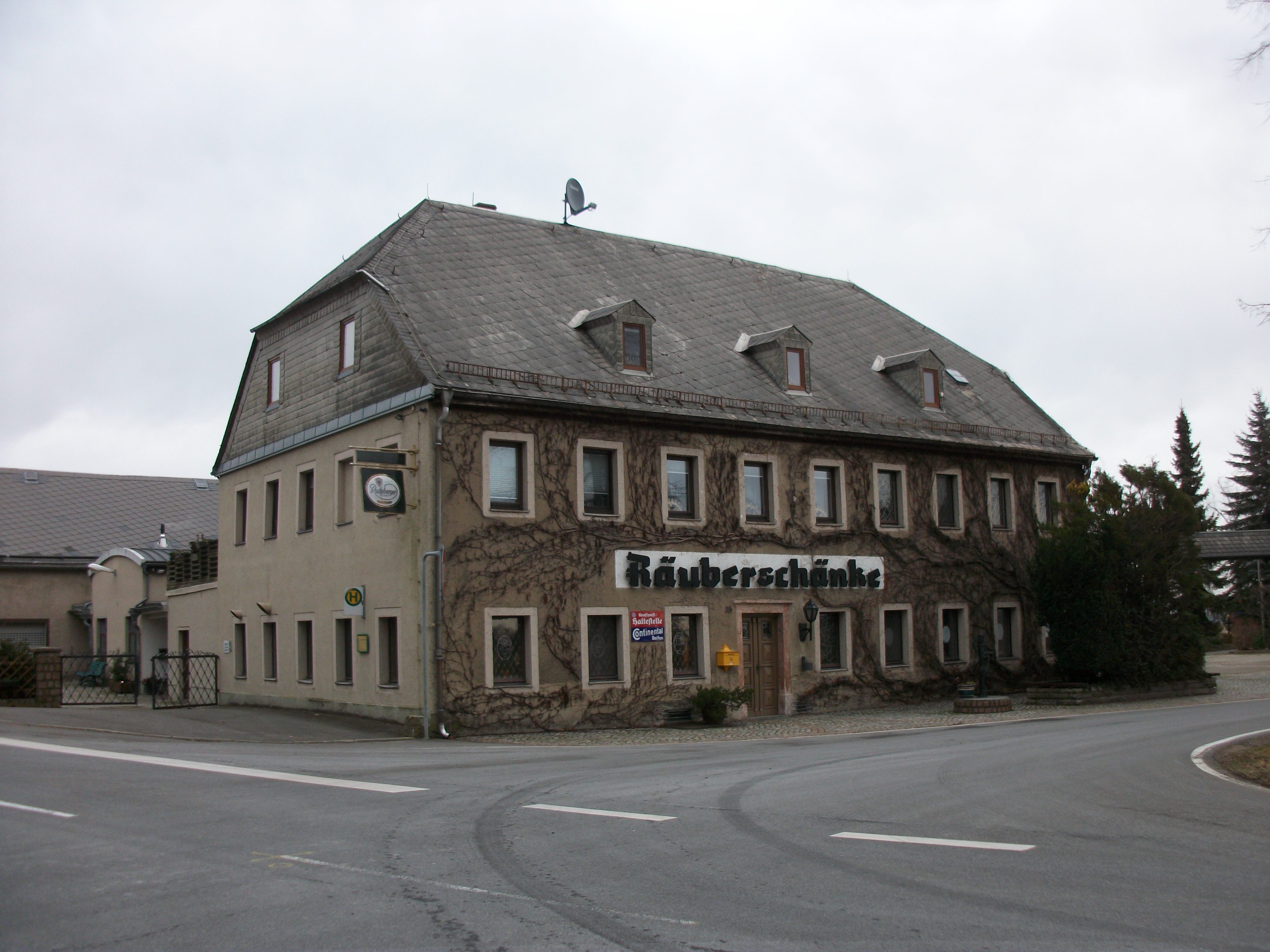
Gasthaus Räuberschänke in Hartha (Oederan)

Hartha wurde erstmals 1349 urkundlich als Hartdorf („Siedlung am Wald“) erwähnt. Spätere Ortsnamen sind „Harte“ (1378), „die Hart“ (1459), „Harthau“ (1528), „Harta“ (1555), „Dörre Hartta“ (um 1600) und „Hartha“ (1791). Der Ort lag an einem Böhmischen Steig, auf dem Salz von Halle (Saale) nach Prag transportiert wurde. An diesem lag im Ort die heute fast 350 Jahre alte Ausflugsgaststätte „Räuberschänke“ (ehemals „Grüne Tanne“).
Hartha gehörte zur Grundherrschaft des schönbergischen Ritterguts Börnichen im Amt Schellenberg bzw. Amt Augustusburg. Die „Schönberg’sche Herrschaft“ samt richterlicher Gewaltbefugnis endete erst 1856, als die Gerichtsbarkeit des Ortes dem Königlichen Gericht Oederan übertragen wurde.
Seit 1875 gehörte Hartha zur Amtshauptmannschaft Flöha, deren Nachfolger 1952 der Kreis Flöha wurde.
1974 wurde Hartha nach Frankenstein eingemeindet, mit welchem es 1994 zum Landkreis Freiberg und 2008 zum Landkreis Mittelsachsen kam. Durch die Eingemeindung der Gemeinde Frankenstein mit ihren Ortsteilen in die Stadt Oederan ist Hartha seit 2012 ein Ortsteil von Oederan.

### Entwicklung der Einwohnerzahl
| Jahr | Einwohnerzahl                                                       |
| ---- | ------------------------------------------------------------------- |
| 1551 | 18 besessene Mann, 9 Gärtner, 16 Inwohner, 29 ¼ Hufen               |
| 1764 | 16 besessene Mann, 7 Gärtner, 8 Häusler, 18 Hufen je ca. 8 Scheffel |
| 1834 | 265                                                                 |
| 1871 | 314                                                                 |

| Jahr | Einwohnerzahl |
| ---- | ------------- |
| 1890 | 245           |
| 1910 | 247           |
| 1925 | 253           |
| 1939 | 233           |

| Jahr | Einwohnerzahl |
| ---- | ------------- |
| 1946 | 300           |
| 1950 | 284           |
| 1964 | 245           |
| 2013 | 167           |

## Kultur

### Religion
Die evangelischen Bewohner von Hartha gehören zur Evangelisch-lutherischen Kirchgemeinde Oederan. Die alte Auferstehungsglocke der Frankensteiner Kirche wurde an der Räuberschänke in Hartha aufgestellt. Sie ist Teil des Glockenpfads zur Frankensteiner Kirche. Die römisch-katholischen Christen gehören zur Gemeinde St. Theresia in Flöha als Teil der Katholischen Pfarrei St. Johannis der Evangelist Freiberg.

### Vereine
Hartha besitzt seit 1939 eine eigene Freiwillige Feuerwehr. Das Feuerwehrhaus wurde 1985 erweitert und seitdem auch als Vereinshaus der Feuerwehr genutzt.

## Verkehr
Westlich von Hartha verläuft die Verbindungsstraße von Oederan nach Hainichen. Durch den Ort führt die Straße von Frankenberg nach Freiberg. Hartha ist mit Oederan über eine von Montag bis Freitag verkehrende Buslinie verbunden. Die nächstgelegenen Bahnhöfe der Bahnstrecke Dresden–Werdau (Teil der Sachsen-Franken-Magistrale) sind die Bahnhöfe Oederan in Oederan und Frankenstein (Sachs) in der Oberschönaer Gemarkung Wegefarth.

## Sonstiges
Die örtliche Agrargenossenschaft betreibt einem Großstall für 1800 Rinder. 2011 wurde in diesen eine Biogasanlage eingebaut. 2020 wurden 15 Melkroboter in Betrieb genommen.